# Сагил (Увс)

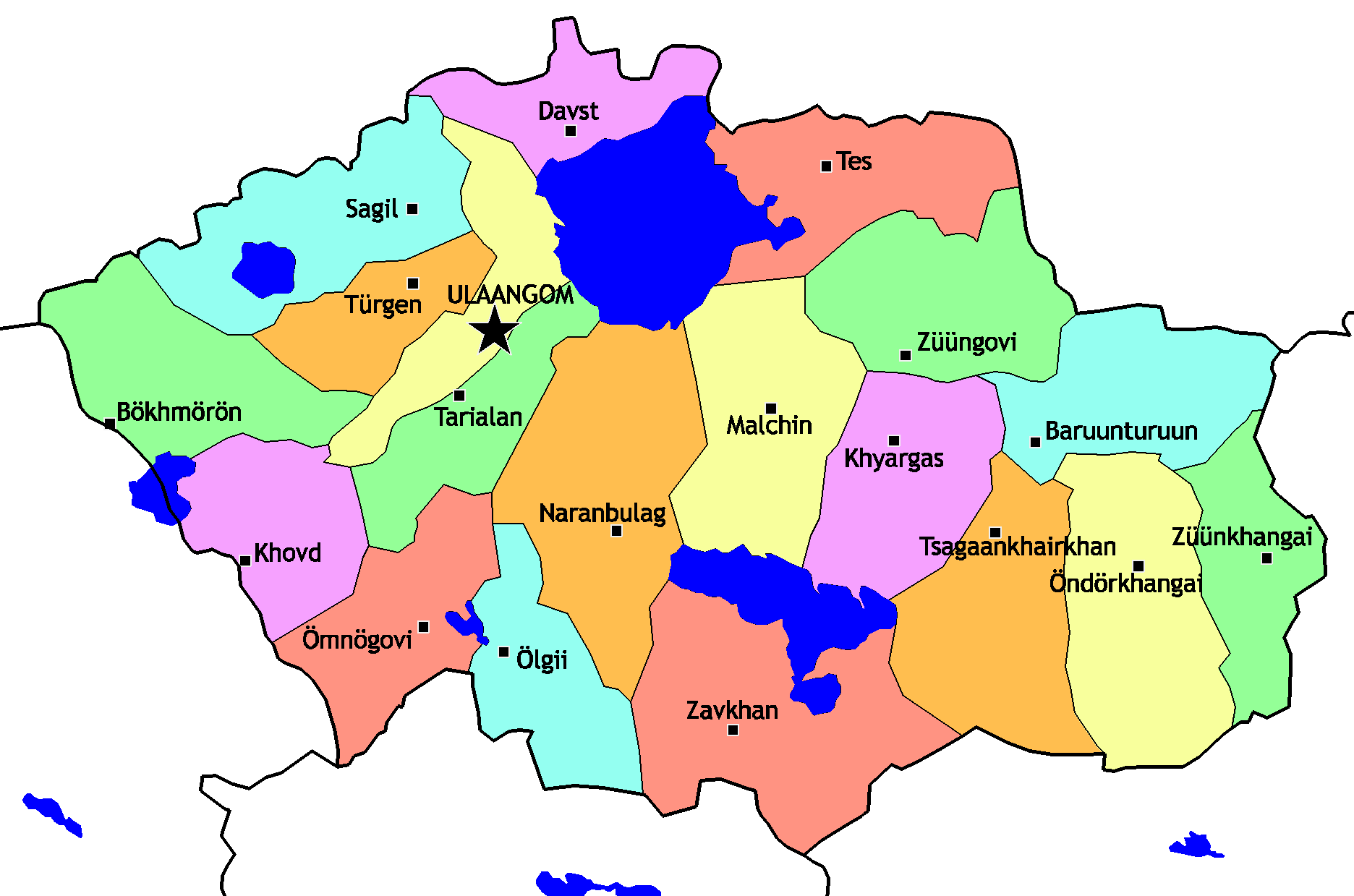
Сомоны аймака Увс

Сагил (монг. Сагил?, ᠰᠠᠭᠢᠯ?) — сомон аймака Увс, в западной части Монголии.

## Описание
Площадь сомона составляет — 3,8 тыс. км². Население сомона около 3 300 человек. Центр сомона посёлок Харход находится в 1620 км от Улан-Батора, в 60 км от центрального города аймака Улаангом. Есть школа и больница. 

### Этнический состав
Большинство населения сомона составляют дербеты, баяты, хотоны и др.

### Климат
Климат резко континентальный. Ежегодные осадки 250-300 мм в горной местности, 100-200 мм на равнине. Средняя температура января − 24° −32°С, средняя температура июля +12° + 19°С. Много осадков выпадает летом в виде дождя, а весной и осенью в виде снега. Зимы достаточно сухие, с небольшими снегопадами.

### Фауна
Водятся толстохвостые тушканчики, корсаки, волки, лисы, косули, зайцы.

### Рельеф
Местность и горная, и равнинная. Через сомон проходят горные хребты Цагаан шувуут (3496 м), Хавцал баян (3496 м.), Харгай (2937 м.), Байран (2950 м). Есть озеро Уурег, реки Сагил, Боршоо, Хариг, Цагаан и другие.. 

### Полезные ресурсы
На территории сомона добывают каменный уголь и сырье для строительной промышленности.